# En garde
En garde è un film del 2004 diretto da Ayse Polat.
Ha vinto il Pardo per la miglior interpretazione femminile al Festival di Locarno 2004.